# Vuelta a España 1995
La 50.ª edición de la Vuelta a España se disputó del 2 al 24 de septiembre de 1995 entre las localidades de Zaragoza y Madrid, con un recorrido de 21 etapas y 3750 km, que el vencedor recorrió a una velocidad media de 39,246 km/h.
En la que era la primera edición de la Vuelta a España disputada durante el mes de septiembre, la ronda española perdía al último campeón de la misma, Tony Rominger, el cual decidió competir en el Giro de Italia. Su sustituto como jefe de filas de su equipo era el español Abraham Olano. El equipo ONCE llegaba a la Vuelta con un potente equipo, con Johan Bruyneel y Alex Zülle, entre otros aspirantes.
La primera etapa con final en alto llegó pronto, en la tercera etapa, con final en el Monte Naranco. Allí, sorprendió el esprínter francés del equipo ONCE Laurent Jalabert, adjudicándose el triunfo de etapa. Ese mismo día, Jalabert se hacía con el liderato de la carrera. A pesar de la buena etapa del ciclista francés, Olano y Zülle seguían siendo los dos grandes favoritos al triunfo final.
En la séptima etapa, una contrarreloj de 41 kilómetros, estaba previsto que Jalabert perdiera el liderato en favor de alguno de los favoritos. Sin embargo, a pesar del triunfo de etapa de Olano, el corredor francés logró mantener una escasa ventaja en la general.
Sería al día siguiente, en una etapa con final en Ávila, donde Jalabert asestaría uno de los golpes más importantes de esta edición, consiguiendo llegar escapado en solitario a línea de meta con más de cuatro minutos de ventaja sobre sus más directos rivales.
Jalabert mantuvo su ventaja de más cinco minutos en la general intacta en la 12.ª etapa, con final en Sierra Nevada, siendo segundo en la etapa y controlando a sus contrincantes en todo momento.
Aunque aún restaban dos etapas pirenaicas con final en alto, la Vuelta se planteaba complicada para Abraham Olano, segundo en la general. La primera de las dos etapas, con final en Pla de Beret, terminó con el triunfo de su compañero de equipo Alex Zülle, el cual ya no contaba para la general. A cierta distancia, Jalabert entraba en meta destacando, no solo sin perder tiempo respecto a Olano, sino incrementando su ventaja. Al día siguiente, en la llegada a Luz Ardiden, Jalabert certificaba su triunfo en la Vuelta con una nueva victoria de etapa, la quinta y última que lograría en esta edición.
Aunque todavía quedaba una larga contrarreloj de 41 kilómetros por disputarse en Alcalá de Henares, la Vuelta ya estaba sentenciada, a pesar del sobresaliente triunfo de Olano, que aventajó a Jalabert en más de dos minutos. Sin embargo, el ciclista francés se adjudicaría la edición número 50 de la Vuelta a España con una gran superioridad, ganando cinco etapas y las clasificaciones de la montaña y de la regularidad. En el podio, le acompañaron Abraham Olano y su compañero de equipo Johan Bruyneel.

## Etapas
| Etapa   | Fecha            | Recorrido                                      | Km         | Ganador             | Líder               |
| Prólogo | 2 de septiembre  | Zaragoza                                       | 7 (CRI)    | Abraham Olano       | Abraham Olano       |
| 1.ª     | 3 de septiembre  | Zaragoza - Logroño                             | 186,6      | Nicola Minali       | Abraham Olano       |
| 2.ª     | 4 de septiembre  | San Asensio - Santander                        | 223,5      | Gianluca Pianegonda | Gianluca Pianegonda |
| 3.ª     | 5 de septiembre  | Santander - Alto del Naranco                   | 206        | Laurent Jalabert    | Laurent Jalabert    |
| 4.ª     | 6 de septiembre  | Tapia de Casariego - La Coruña                 | 82,6       | Marcel Wüst         | Laurent Jalabert    |
| 5.ª     | 7 de septiembre  | La Coruña - Orense                             | 179,8      | Laurent Jalabert    | Laurent Jalabert    |
| 6.ª     | 8 de septiembre  | Orense - Zamora                                | 264        | Nicola Minali       | Laurent Jalabert    |
| 7.ª     | 9 de septiembre  | Salamanca - Salamanca                          | 41 (CRI)   | Abraham Olano       | Laurent Jalabert    |
| 8.ª     | 10 de septiembre | Salamanca - Ávila                              | 219,8      | Laurent Jalabert    | Laurent Jalabert    |
| 9.ª     | 11 de septiembre | Ávila - Palazuelos de Eresma (Destilerías Dyc) | 122,5      | Jesper Skibby       | Laurent Jalabert    |
| 10.ª    | 12 de septiembre | Córdoba - Sevilla                              | 162,5      | Jeroen Blijlevens   | Laurent Jalabert    |
| 11.ª    | 13 de septiembre | Sevilla - Marbella                             | 187        | Nicola Minali       | Laurent Jalabert    |
| 12.ª    | 14 de septiembre | Marbella - Sierra Nevada                       | 238        | Bert Dietz          | Laurent Jalabert    |
| 13.ª    | 15 de septiembre | Olula del Río - Murcia                         | 181        | Christian Henn      | Laurent Jalabert    |
| 14.ª    | 16 de septiembre | Elche - Valencia                               | 207        | Marcel Wüst         | Laurent Jalabert    |
| 15.ª    | 17 de septiembre | Barcelona - Barcelona                          | 154        | Laurent Jalabert    | Laurent Jalabert    |
| 16.ª    | 18 de septiembre | Tárrega - Pla de Beret                         | 197,3      | Alex Zülle          | Laurent Jalabert    |
| 17.ª    | 20 de septiembre | Salardú - Luz-Ardiden                          | 179,2      | Laurent Jalabert    | Laurent Jalabert    |
| 18.ª    | 21 de septiembre | Luz-Saint-Sauveur - Sabiñánigo                 | 157,8      | Asiate Saitov       | Laurent Jalabert    |
| 19.ª    | 22 de septiembre | Sabiñánigo - Calatayud                         | 227,7      | Adriano Baffi       | Laurent Jalabert    |
| 20.ª    | 23 de septiembre | Alcalá de Henares - Alcalá de Henares          | 41,6 (CRI) | Abraham Olano       | Laurent Jalabert    |
| 21.ª    | 24 de septiembre | Alcalá de Henares - Madrid                     | 171,2      | Marcel Wüst         | Laurent Jalabert    |

## Equipos participantes
| Equipo                       | Jefe de filas         |
| Mapei - GB                   | Abraham Olano         |
| Artiach                      | Daniel Clavero        |
| Banesto                      | Ángel Casero          |
| Carrera                      | Marco Pantani         |
| Deportpublic - Castellblanch | Marcel Wüst           |
| Chazal - MBK - Konig         | Jean François Bernard |
| Euskadi                      | Íñigo Cuesta          |
| GAN                          | Cédric Vasseur        |
| Gewiss - Ballan              | Piotr Ugrumov         |
| Kelme - Sureña               | Marcos Serrano        |

| Equipo                | Jefe de filas            |
| Lotus - Festina       | Richard Virenque         |
| Motorola              | Álvaro Mejía             |
| Novell Software       | Djamolidine Abdoujaparov |
| ONCE                  | Alex Zülle               |
| Team Polti            | Mauro Gianetti           |
| Saeco - Mercatone Uno | Michele Bartoli          |
| Santa Clara           | Romes Gainetdinov        |
| Sicasal - Acral       | Manuel Abreu Campos      |
| Deutsche Telekom      | Erik Zabel               |
| TVM - Verzekeringen   | Jeroen Blijlevens        |

## Clasificaciones
| \| 1. \| Laurent Jalabert \| Francia \| ONC \| 95h 30' 33" \| \| \| 2. \| Abraham Olano \| España \| MAP \| + 4' 22" \| \| \| 3. \| Johan Bruyneel \| Bélgica \| ONC \| + 6' 48" \| \| \| 4. \| Melchor Mauri \| España \| ONC \| + 8' 04" \| \| \| 5. \| Richard Virenque \| Francia \| FES \| + 11' 38" \| \| \| 6. \| Roberto Pistore \| Italia \| POL \| + 11' 54" \| \| \| 7. \| David García Markina \| España \| BAN \| + 13' 50" \| \| \| 8. \| Daniel Clavero \| España \| ART \| + 15' 03" \| \| \| 9. \| Michele Bartoli \| Italia \| SAE \| a 19' 14" \| \| \| 10. \| Stefano Della Santa \| Italia \| MAP \| + 19' 42" \| \| |                      |         |     |             |  |
| 1. | Laurent Jalabert     | Francia | ONC | 95h 30' 33" |  |
| 2. | Abraham Olano        | España  | MAP | + 4' 22"    |  |
| 3. | Johan Bruyneel       | Bélgica | ONC | + 6' 48"    |  |
| 4. | Melchor Mauri        | España  | ONC | + 8' 04"    |  |
| 5. | Richard Virenque     | Francia | FES | + 11' 38"   |  |
| 6. | Roberto Pistore      | Italia  | POL | + 11' 54"   |  |
| 7. | David García Markina | España  | BAN | + 13' 50"   |  |
| 8. | Daniel Clavero       | España  | ART | + 15' 03"   |  |
| 9. | Michele Bartoli      | Italia  | SAE | a 19' 14"   |  |
| 10. | Stefano Della Santa  | Italia  | MAP | + 19' 42"   |  |

| \| 1. \| Laurent Jalabert \| Francia \| ONC \| 312 puntos \| \| 2. \| Abraham Olano \| España \| MAP \| 195 puntos \| \| 3. \| Marcel Wüst \| Alemania \| DEP \| 178 puntos \| |                  |          |     |            |
| 1. | Laurent Jalabert | Francia  | ONC | 312 puntos |
| 2. | Abraham Olano    | España   | MAP | 195 puntos |
| 3. | Marcel Wüst      | Alemania | DEP | 178 puntos |

| \| 1. \| Laurent Jalabert \| Francia \| ONC \| 238 puntos \| \| 2. \| Roberto Pistore \| Italia \| POL \| 124 puntos \| \| 3. \| Alex Zülle \| Suiza \| ONC \| 89 puntos \| |                  |         |     |            |
| 1. | Laurent Jalabert | Francia | ONC | 238 puntos |
| 2. | Roberto Pistore  | Italia  | POL | 124 puntos |
| 3. | Alex Zülle       | Suiza   | ONC | 89 puntos  |

| \| 1. \| Steffen Wesemann \| Alemania \| TEL \| 44 puntos \| |                  |          |     |           |
| 1.                                                           | Steffen Wesemann | Alemania | TEL | 44 puntos |

| \| 1. \| ONCE \| España \| ONC \| 286h 44' 17" \| |      |        |     |              |
| 1.                                                | ONCE | España | ONC | 286h 44' 17" |

## Banda sonora
TVE cubrió esta prueba escogiendo como banda sonora la canción "Jaguarundi", de Víctor Coyote.
- Datos: Q1050755